# 中村春作
中村 春作（なかむら しゅんさく、1953年 -  ）は、日本の思想史家。学位は、博士（文学）（大阪大学）。広島大学名誉教授。専門は、日本思想史・東アジア思想史。徳島県出身。

## 略歴
広島大学文学部卒業。大阪大学大学院文学研究科博士課程後期単位取得退学。大学院では子安宣邦に師事する。「国民国家」論を軸に、近世から近代にかけての日本の儒教を中心とする学知の形成過程について論じた「日本における「国民国家」の発現と「儒学知」の変容」で大阪大学より博士（文学）の学位を取得。大阪大学助手、四国女子大学助教授、広島大学大学院教育学研究科日本語教育学講座教授を歴任。

## 著作

### 単著
- 『江戸儒教と近代の「知」』（ぺりかん社、2002年）博士論文を単行本化
- 『思想史のなかの日本語――訓読・翻訳・国語』（勉誠出版、2017年）
- 『徂徠学の思想圏』（ぺりかん社、2019年）

### 編著
- 『「訓読」論―東アジア漢文世界と日本語』（市來津由彦・田尻祐一郎・前田勉と共編著、勉誠出版、2008年）
- 『続「訓読」論―東アジア漢文世界の形成』（市來津由彦・田尻祐一郎・前田勉と共編著、勉誠出版、2010年）
- 『東アジア海域叢書第五巻　江戸儒学の中庸注釈』（市來津由彦・田尻祐一郎・前田勉と共編著、汲古書院、2012年）
- 『東アジア海域に漕ぎだす5　訓読から見なおす東アジア』（編著、小島毅監修、東京大学出版会、2014年）